# 5714-es mellékút (Magyarország)
Az 5714-es mellékút egy közel 4,5 kilométeres hosszúságú, négy számjegyű mellékút Baranya vármegye déli részén; Bóly központját köti össze az 57-es főút szajki szakaszával, az ellenkező irányban pedig a Villány, Siklós és Harkány felé továbbvezető 5701-es úttal. Szinte biztosan ez utóbbi része volt a Bólyt nyugatról elkerülő útszakasz átadásáig.

## Nyomvonala
Szajk belterületének déli széle közelében ágazik ki az 57-es főútból, annak a 11+500-as kilométerszelvényénél, dél felé. Rövidesen kilép a község belterületei közül, és alig több mint fél kilométer után átszeli annak délkeleti határát is, onnantól Versend területén folytatódik. Néhány méterrel az első kilométere után keresztezi – felüljárón, csomópont nélkül – az M60-as autópálya  nyomvonalát, majd délnyugatnak fordul, és alig 300 méterrel arrébb Bóly területére érkezik. [Versend határai közt lakott területeket nem is érint, bő egy kilométerrel halad el e község belterületének szélétől délkeletre.]
Nagyjából 1,9 kilométer megtétele után éri el a város belterületének északkeleti szélét, ott egy darabig nyugat felé húzódik, majd dél felé fordul és Temető utca lesz a neve. A központ északi részén a Széchenyi István utca nevet veszi fel, majd a 2+850-es kilométerszelvénye táján találkozik az 5704-es úttal, mellyel ezután rövid közös szakaszuk következik, kilométer-számozás tekintetében egymással szemben haladva, Erzsébet tér, majd Hősök tere néven, délkeleti irányban. A központban az 5714-es út újból délnyugatnak fordulva elválik az 5704-estől, neve ezen a szakaszon egy darabig Ady Endre utca, majd Borjádi út. Így is lép ki a város belterületéről, majdnem pontosan a negyedik kilométerénél; kevéssel ezután véget is ér, beletorkollva az 5701-es útba, annak a 3+500-as kilométerszelvényénél.
Teljes hossza, az országos közutak térképes nyilvántartását szolgáló kira.kozut.hu adatbázisa szerint 4,445 kilométer.

## Története
1934-ben a kereskedelem- és közlekedésügyi miniszter 70 846/1934. számú rendelete a Bóly központjától a város nyugati elkerülőjével képezett keresztezéséig harmadrendű főúttá nyilvánította, a Pécsvárad-Magyarbóly közti 633-as főút részeként.
Több térképi adat szerint is, a Bólyt ma nyugat felől elkerülő útszakasz forgalomba helyezését megelőzően a Bóly, Villány, Siklós és Harkány térségét is összekapcsoló, jelenlegi útszámozása szerint 5701-es számú út részét képezte.

## Települések az út mentén
- Szajk
- (Versend)
- Bóly